# فهرست فیلم‌های ایرانی سال ۱۳۷۷
فهرست فیلم‌های ایرانی سال ۱۳۷۷

## فهرست
| عنوان                 | کارگردان                                  | نویسنده                        | بازیگران |
| --------------------- | ----------------------------------------- | ------------------------------ | --- |
| آخرین تک‌سوار          | سید محمد سیف زاده                         | سید محمد سیف زاده              | بهزاد فراهانی،هادی مرزبان                                                                                   |
| آشوبگران              | محمدرضا اعلامی                            | علی اصغر امینی                 | ارباز علی خان،جمشید جهان زاده                                                                               |
| آی پارا               | احمد زینال‌زاده                            | علی تیموری                     | چنگیز وثوقی                                                                                                 |
| افسانه پوپک طلائی     | خسرو شجاعی                                | محسن دامادی                    | داریوش ارجمند،عاطفه رضوی                                                                                    |
| ایران سرای من است     | پرویز کیمیاوی                             | پرویز کیمیاوی                  | بهزاد خداویسی                                                                                               |
| باشگاه سری            | جمال شورجه                                | بهزاد بهزادپور                 | جهانبخش سلطانی،فرهاد اصلانی،محمود پاک‌نیت                                                                    |
| بال‌های سپید           | مهدی هاشمی قرمزی                          | مهدی هاشمی قرمزی               | امیر صفری،سیروس ابوک                                                                                        |
| بلوغ                  | مسعود جعفری جوزانی                        | مسعود جعفری جوزانی             | حسین یاری،ویشکا آسایش                                                                                       |
| بودن یا نبودن         | کیانوش عیاری                              | کیانوش عیاری                   | عسل بدیعی، لوریک میناسیان                                                                                   |
| بید و باد             | محمدعلی طالبی                             | محمدعلی طالبی                  | هادی علیپور،امیر جانفدا،مجید علیپور                                                                         |
| پرواز خاموش           | عبدالحسن برزیده                           | عطاءالله سلمانیان              | حسین یاری                                                                                                   |
| پسر مریم              | حمید جبلی                                 | حمید جبلی                      | |
| جنگجوی پیروز          | مجتبی راعی                                | مجتبی راعی                     | اکبر عبدی                                                                                                   |
| جوانی                 | مجید قاری‌زاده                             | مجید قاری زاده                 | ابوالفضل پورعرب                                                                                             |
| چشم عقاب              | شفیع آقا محمدیان                          | علی اصغر دهقی                  | جمشید هاشم‌پور، فرامرز قریبیان، رضا صفایی‌پور، شهلا ریاحی، جلال پیشوائیان                                     |
| خط‌ها و سایه‌ها         | بهروز فرجی                                | اکبر صادقی                     | فرامرز قریبیان                                                                                              |
| داستان‌های جزیره       | رخشان بنی‌اعتماد                           | اصغر عبداللهی                  | باران کوثری                                                                                                 |
| داستان‌های جزیره       | محسن مخملباف                              | محسن مخملباف                   | محسن مخملباف                                                                                                |
| داستان‌های جزیره       | داریوش مهرجویی                            | وحیده محمدی فر                 | خسرو شکیبایی                                                                                                |
| دختری با کفش‌های کتانی | رسول صدرعاملی                             | پیمان قاسم خانی                | پگاه آهنگرانی                                                                                               |
| دو زن                 | تهمینه میلانی                             | تهمینه میلانی                  | نیکی کریمی، محمدرضا فروتن، مریلا زارعی                                                                      |
| روبان قرمز            | ابراهیم حاتمی‌کیا                          | ابراهیم حاتمی‌کیا               | پرویز پرستویی، رضا کیانیان، آزیتا حاجیان، جمشید هاشم‌پور                                                     |
| زشت و زیبا            | احمدرضا معتمدی                            | احمدرضا معتمدی                 | سعید پورصمیمی                                                                                               |
| سکوت                  | محسن مخملباف                              | محسن مخملباف                   | تهمینه نورماتووا                                                                                            |
| سیاوش                 | سامان مقدم                                | سامان مقدم                     | هدیه تهرانی                                                                                                 |
| سیب سرخ حوا           | سعید اسدی                                 | محمدهادی کریمی                 | امین حیایی، نیکی کریمی، محمود پاک‌نیت، عزت‌الله مهرآوران، بیژن گنجعلی، فریبا متخصص، هاشم روحانی، مرضیه برومند |
| شور زندگی             | فریال بهزاد                               | فرزانه شبانی                   | داریوش ارجمند                                                                                               |
| شوکران                | بهروز افخمی                               | بهروز افخمی                    | فریبرز عرب‌نیا،هدیه تهرانی                                                                                   |
| شهر زنان              | عطاءالله حیاتی                            | عطاءالله حیاتی                 | چکامه چمن ماه،رامین راستاد                                                                                  |
| شیدا                  | کمال تبریزی                               | رضا مقصودی                     | لیلا حاتمی                                                                                                  |
| طوطیا                 | ایرج قادری                                | علیرضا داوودنژاد               | فریبرز عرب‌نیا                                                                                               |
| عشق + ۲               | رضا کریمی                                 | رضا کریمی                      | امین تارخ                                                                                                   |
| عشق بدون مرز          | پوران درخشنده                             | کارول دیکی                     | دنی کوئین                                                                                                   |
| عشق کافی نیست         | مهدی صباغ‌زاده                             | اصغر عبدالهی                   | ابوالفضل پورعرب                                                                                             |
| فریاد                 | مسعود کیمیایی                             | مسعود کیمیایی                  | محمدرضا فروتن،میترا حجار                                                                                    |
| قصه‌های کیش            | محسن مخملباف، ناصر تقوایی، ابوالفضل جلیلی | محسن مخملباف                   | حسین پناهی، عاطفه رضوی                                                                                      |
| قصه‌های کیش            | محسن مخملباف                              | محسن مخملباف                   | محمد بنهان،نوریه ماهیگیران                                                                                  |
| قصه‌های کیش            | ابوالفضل جلیلی                            | ابوالفضل جلیلی                 | حافظ پاکدل                                                                                                  |
| قصه‌های کیش            | ناصر تقوایی                               | ناصر تقوایی                    | حسین پناهی                                                                                                  |
| کمکم کن               | رسول ملاقلی‌پور                            | رسول ملاقلی پور                | احمد نجفی                                                                                                   |
| کمیته مجازات          | علی حاتمی                                 | علی حاتمی                      | جمشید مشایخی                                                                                                |
| گدایان تهران          | حجت بقایی                                 | حجت بقایی ، رامین خدابخشی زاده | رامین خدابخشی زاده                                                                                          |
| لژیون                 | سید ضیاءالدین دری                         | سید ضیاءالدین دری              | خسرو شکیبایی                                                                                                |
| مجروح جنگی            | اصغر نصیری                                | انسیه شاه حسینی                | عبدالرضا آشتیانی                                                                                            |
| محبوبه                | احمد حسنی مقدم                            | احمد حسنی مقدم                 | مازیار لرستانی                                                                                              |
| مردی از جنس بلور      | سعید سهیلی                                | سعید سهیلی                     | ابوالفضل پورعرب                                                                                             |
| مصائب شیرین           | علی‌رضا داوودنژاد                          | علیرضا داوودنژاد               | احترام السادات حبیبیان،شجاع الدین حبیبیان                                                                   |
| معصوم                 | داوود توحیدپرست                           | جمشید بهمنی                    | ابوالفضل پورعرب                                                                                             |
| مهره                  | محمدعلی سجادی                             | محمدعلی سجادی                  | آتنه فقیه نصیری                                                                                             |
| هدف سخت               | هوشنگ درویش‌پور                            | توران اکبری                    | بیژن درویش پور                                                                                              |
| هیوا                  | رسول ملاقلی‌پور                            | رسول ملاقلی‌پور                 | جمشید هاشم‌پور                                                                                               |